# FBA Type H
L'FBA Type H era un idroricognitore biplano a scafo centrale sviluppato dall'azienda anglofrancese Franco-British Aviation Company (FBA) negli anni dieci del XX secolo.
Derivato dall'originario Type A se ne differenziava essenzialmente per la diversa motorizzazione, un motore 8 cilindri a V raffreddato a liquido in luogo del rotativo ad aria ed utilizzato da numerose forze aeree durante e dopo il termine della prima guerra mondiale, principalmente dalle componenti aeree delle marine militari di Francia, Italia e Belgio per pattugliare le zone costiere.
Venne prodotto in gran numero, oltre che in Francia, anche nell'allora Regno d'Italia da diverse aziende nazionali tra cui la Società Idrovolanti Alta Italia (SIAI) andando ad equipaggiare i reparti di volo del Servizio Aeronautico della Marina.                                                                
L'Italia fu la prima nazione al mondo ad impiegare gli idrovolanti per il servizio di posta aerea. Fu proprio un FBA Type H che inaugurò il primo collegamento aereo postale con la Sardegna.

## Storia del progetto

### Produzione su licenza
Dopo che per esigenze belliche la SIAI aveva avviato la produzione su licenza dell'azienda anglofrancese del Type C (variante del Type A) equipaggiato con un motore rotativo Gnome, data la necessità di disporre di modelli sempre più efficienti ed in grado di competere con l'aviazione avversaria, venne acquisita dal governo italiano la licenza di produzione del più moderno Type H che si differenziava dal precedente, oltre per uno scafo di diverso disegno, anche per la diversa motorizzazione, normalmente l'Isotta Fraschini V.4B, un 6 cilindri in linea in grado di erogare una potenza pari a 150 CV (110 kW), o in alternativa l'originale Hispano-Suiza 8Aa 8 cilindri a V (150 CV) ed i suoi derivati più potenti (180 CV), entrambi raffreddati a liquido, ed equipaggiati con mitragliatrici calibro 7,5 mm di produzione FIAT.
Oltre alla SIAI di Sesto Calende, che al termine della produzione si attestò su ben 982 esemplari, la costruzione in serie venne assegnata alla CIVES di Varazze, all'Aeronautica Ducrot di Palermo, alla Gallinari di Pisa, la IAM di Napoli ed alla Zari e quelli che furono gli stabilimenti dell'Anonima Costruzioni Aeronautiche Savoia di Milano rimanendo in produzione fino al termine del conflitto.

## Impiego operativo

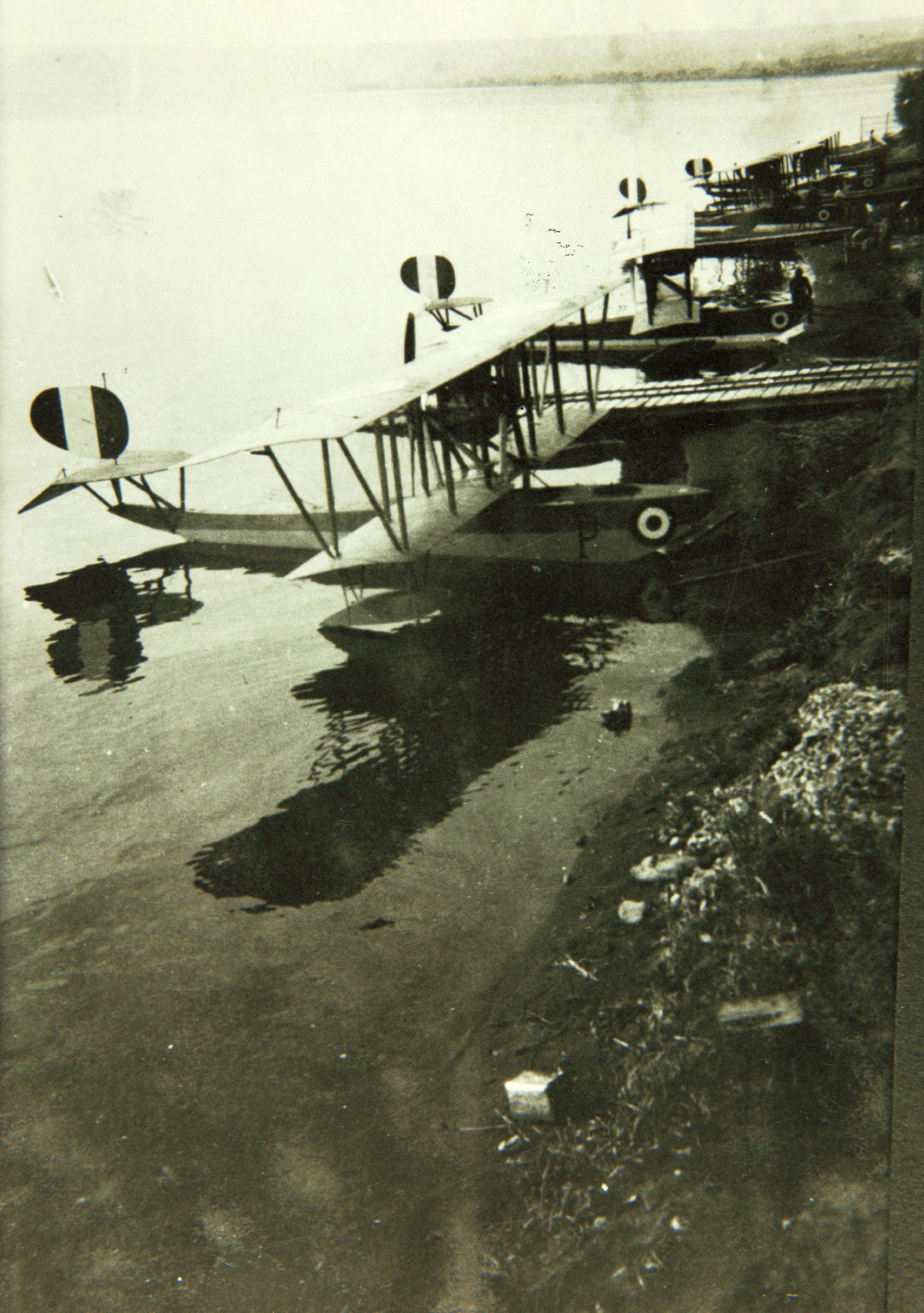
Un FBA Type H della Regia Marina italiana

### Regno d'Italia
Il Type H venne assegnato a tutte le stazioni aeronavali della Regia Marina affacciate sul Mare Adriatico nell'allora territorio controllato dal Regno d'Italia, Venezia, Grado, Porto Corsini, Ancona, Brindisi, Varano, Otranto e Valona, nell'attuale Albania, inoltre divenendo dotazione di due squadriglie di idrovolanti del Corpo Aeronautico Militare del Regio Esercito basate sul Lago di Garda e sul Lago d'Iseo. Venne inoltre assegnato a ventun reparti di pattugliamento, in seguito trasformati in squadroni, distribuiti lungo tutte le coste italiane e nelle isole maggiori, in Sicilia ed in Sardegna, con il compito di controllare eventuali attività nemiche ad opera dei sottomarini della Kaiserliche Marine, la marina militare dell'Impero tedesco, che operavano nel Mar Mediterraneo.
Benché le sue prestazioni fossero divenute velocemente insufficienti, in particolare nei valori di tempo di salita a pieno carico bellico, e per questo sostituito in prima linea dal più efficiente Macchi L.3 nel teatro bellico dell'Adriatico, l'FBA risultò il più diffuso idrovolante in servizio nelle forze armate italiane del periodo bellico, riassegnato al nuovo ruolo di idroaddestratore nelle scuole di volo a Sesto Calende, Bolsena, Taranto ed Orbetello.
Al termine del conflitto alcuni esemplari, alla fine della loro vita operativa ma ancora in condizioni di volo, vennero ceduti sul mercato dell'aviazione civile ed utilizzati ancora per diversi anni. Uno di questi venne utilizzato dalla compagnia aerea Società Italiana Servizi Aerei (S.I.S.A.) per la formazione e l'allenamento dei propri piloti di linea nella stazione di Portorose.

## Utilizzatori

### Militari
Belgio
- Aviation militaire/Militair Vliegwezen

acquisì cinque esemplari.
 Estonia
- Eesti õhuvägi

operò con un esemplare.
 Finlandia
- Suomen ilmavoimat

operò con un esemplare.
 Francia
- Aéronautique navale
- Aviation militaire

 Italia
- Servizio Aeronautico della Marina
- Corpo Aeronautico Militare del Regio Esercito
- Regia Aeronautica

 Perù
- Cuerpo de Aviación del Perú

operò con tre esemplari.
 Regno Unito
- Royal Naval Air Service

operò con quattro esemplari.
 Serbia
- Srpska avijacija[5]

operò con tre esemplari.
 Spagna
- Aviación Militar Española

 Stati Uniti
- United States Navy

 Uruguay
- Fuerza Aérea Uruguaya

operò con un esemplare.

### Civili
Italia
- Società Italiana Servizi Aerei (S.I.S.A.)

## Esemplari attualmente esistenti
Nonostante l'alto numero di esemplari prodotti, data la particolare struttura lignea, destinata in assenza di manutenzione a rovinarsi irrimediabilmente anche in funzione della necessità di operare in condizioni di salsedine, solo un FBA Type H è giunto ai giorni nostri, conservato in Belgio ed esposto al pubblico presso le strutture museali del Museo reale dell'esercito e della storia militare (Musée royal de l'armée et de l'histoire militaire/Museum van het Leger en de Krijgsgeschiedenis) di Bruxelles.